# واسیلی پتروویچ زوبکوف

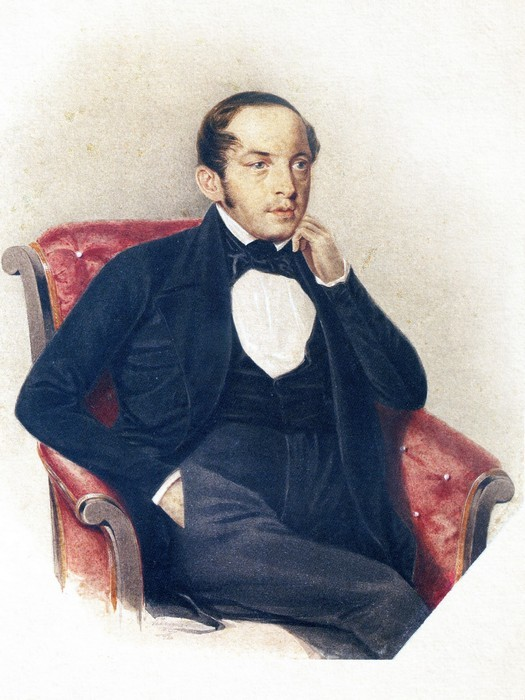

واسیلی پتروویچ زوبکوف (زاده ۲۵ ژوئن ۱۷۹۹ - درگذشته ۲۴ آوریل ۱۸۶۲) طبیعت‌شناس روس و دوست صمیمی شاعر الکساندر پوشکین بود. او با بررسی شیوع وبا در مسکو و اشاره به اینکه موارد وبا در نزدیکی یک منطقه دشت سیلابی کم‌ارتفاع در نزدیکی یک کانال تجمع یافته‌اند، پیشگام اپیدمیولوژی شد. او که از اعضای اولیه انجمن طبیعت‌شناسان مسکو بود، تعدادی از گونه‌های سوسک روسیه را توصیف کرد.

## زندگی و کار

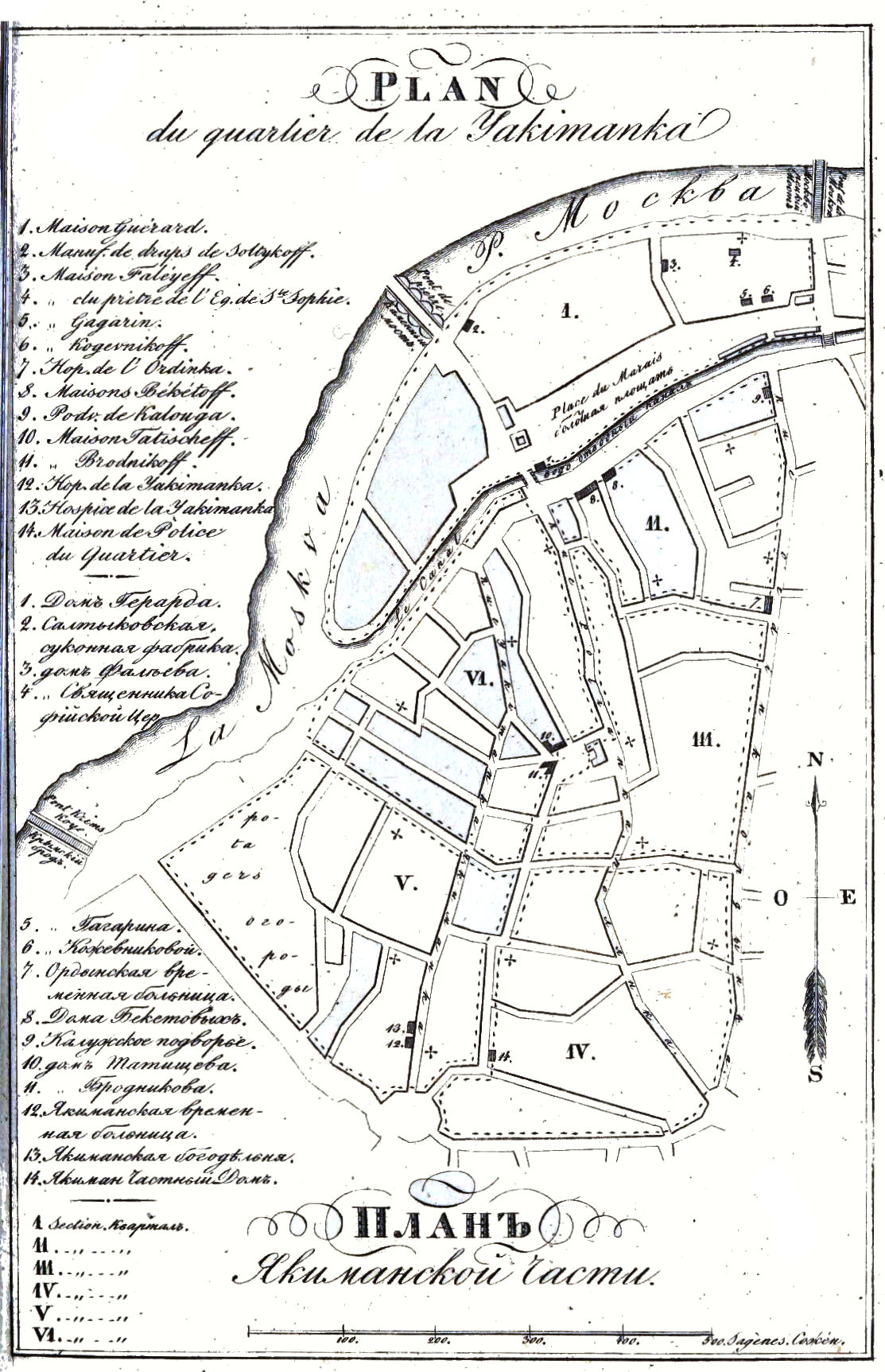
نقشه وبا، ۱۸۳۱

زوبکوف در مسکو متولد شد، فرزند افسر نظامی پیوتر آبراموویچ و همسر دومش ناتالیا پتروونا اورینووا (۱۷۷۵–۱۸۴۵). او که پدرش را خیلی زود از دست داد، تحت مراقبت مادر و عمویش دیمیتری اورینوف و عمویش ایوان بولگاکوف بزرگ شد. زوبکوف در سنین جوانی در مدرسه معماری دانش‌آموز شد و در سال ۱۸۰۹ در ساختمان کرملین مسکو به عنوان افسر وظیفه منصوب شد. او در سال ۱۸۱۵ استعفا داد و به مؤسسه آموزشی مسکو پیوست. در سال ۱۸۱۷ به عنوان پرچمدار بخش تدارکات سلطنتی منصوب شد. در سال ۱۸۱۹ به درجه ستوان دومی رسید و اندکی پس از آن خدمت را ترک کرد و به خارج از کشور سفر کرد. در سال ۱۸۲۱ در پاریس بود و از تحسین‌کنندگان سیستم حقوقی فرانسه بود و پس از بازگشت به سن پترزبورگ، به لژ ماسونی «اتحاد اسلاوها» پیوست، اما در سال ۱۸۲۲ به دلیل دستور دولت مبنی بر تعطیلی چنین انجمن‌هایی، آنجا را ترک کرد. در سال ۱۸۲۰ با سرگئی نیکولاویچ کاشکین آشنا شد. و پسر عمویش شاهزاده یوگنی اوبولنسکی. حلقهٔ دوستان او با ایوان ایوانوویچ پوشچین که از اعضای جامعهٔ عالی مسکو بود، گسترده شد. او در سال ۱۸۲۱ به عضویت کالج امور خارجه درآمد. در سال ۱۸۲۵ او چیزی را که آن را «انجمن برادری ستارهٔ هفت‌پر» می‌نامید، با چند نفر از دوستانش تشکیل داد و این امر منجر به عضویت او در یک انجمن مخفی شد. در سال ۱۸۲۶ به دلیل ارتباط با دسامبریست‌ها دستگیر و مورد بازجویی قرار گرفت. شهادت شاهزاده اوبولنسکی منجر به آزادی او شد. در سال ۱۸۲۳ با آنا فئودوروونا پوشکینا، دختر فئودور آلکسیویچ پوشکین، ازدواج کرد. به توصیهٔ دی.وی. گولیتسین، مشاور اتاق دادگاه جنایی مسکو شد. در سال ۱۸۳۸ معاون رئیس شد. در سال ۱۸۲۴ در انجمن کشاورزی مسکو فعال شد و همچنین به عنوان عضو کامل انجمن امپراتوری طبیعی‌دانان مسکو انتخاب شد. او در سال ۱۸۳۸ مدیر لیسئوم یاروسلاو دمیدوف شد. در سال ۱۸۴۵ دادستان کل بخش جنایی و بعداً در سنا شد. در سال ۱۸۵۵ عضو شورای خصوصی شد اما بیماری او را مجبور به استعفا کرد. او در مسکو درگذشت و در صومعه دونسکوی به خاک سپرده شد.
زوبکوف عضو انجمن طبیعت‌گرایان مسکو بود و تعدادی از گونه‌های سوسک را از مجموعه‌های روسی (که بسیاری از آنها توسط گریگوری کارلین ساخته شده بودند) با املای فرانسوی «ب. زوبکوف» توصیف کرد. سوسک لیکسوس زوبکوفی توسط بوهمن به نام او نامگذاری شد. در سال ۱۸۳۱ او شیوع وبا در مسکو را بررسی کرد، او در کمیته وبا و در بیمارستان یاکیمان کار می‌کرد. در کتابی در مورد شیوع بیماری، او توانست مستند کند که بیشتر موارد در دشت سیلابی کم ارتفاع یک رودخانه رخ داده است.